# Comocrus behri
Comocrus behri är en fjärilsart som beskrevs av George French Angas 1847. Comocrus behri ingår i släktet Comocrus och familjen nattflyn. Inga underarter finns listade i Catalogue of Life.

## Bildgalleri

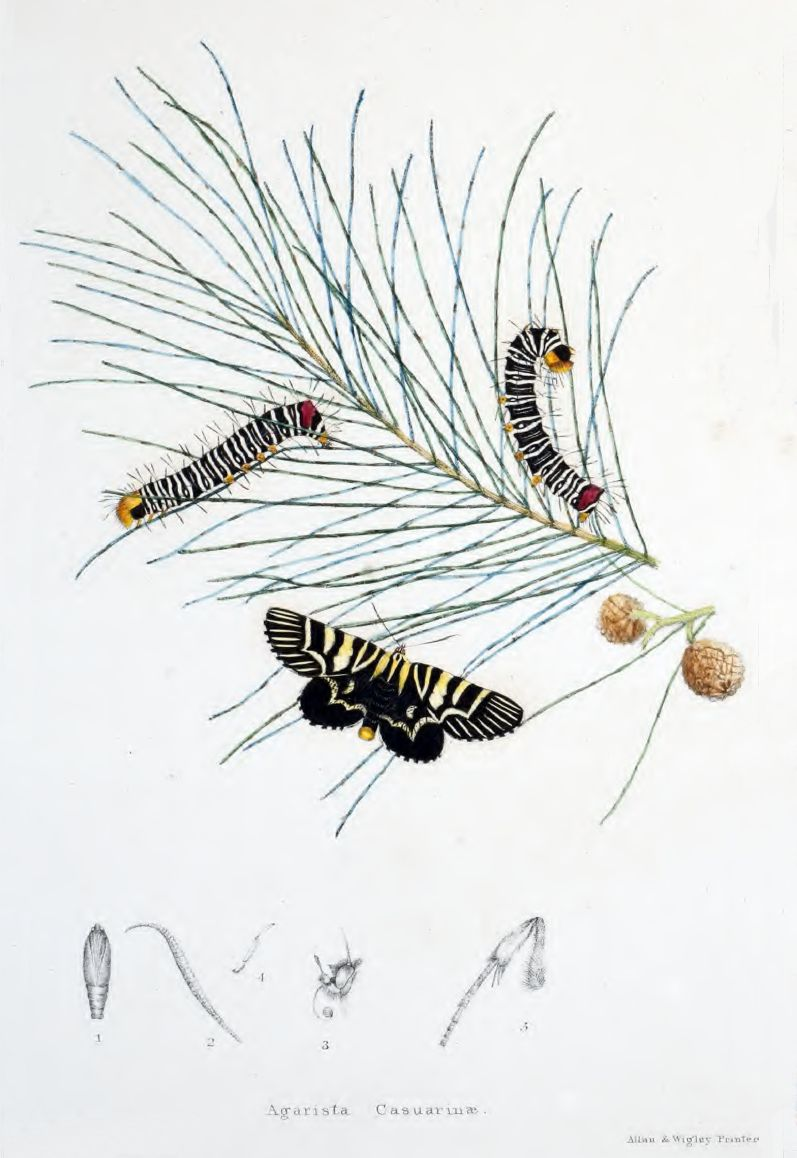